# Ooencyrtus eversi
Ooencyrtus eversi är en stekelart som beskrevs av John S. Noyes 1985. Ooencyrtus eversi ingår i släktet Ooencyrtus och familjen sköldlussteklar.
Artens utbredningsområde är Honduras. Inga underarter finns listade i Catalogue of Life.